# 일급 살인
《일급 살인》(영어: The Murder in the First)은 1995년에 개봉한 미국의 법률 드라마 영화이다. 실화를 바탕으로 앨커트래즈섬 교도소의 비인간적 행위를 고발한다.
앨커트래즈는 1963년에 영구 폐쇄됐다. 오늘날 앨커트래즈는 관광 명소로 각광을 받고 있으며, 매년 100만 명이 넘는 관광객들로 붐비고 있다.

## 줄거리
1938년 3월. 샌프란시스코만의 검푸른 심연에 뿌리를 박은 채 우뚝 솟은 한 이름 없는 바위섬. 바로 그곳에 '앨커트래즈'란 이름의 감옥이 위치한다.
한 나체의 남자가 5 피트 깊이의 지하 감방에 던져진다. 육중한 철제문이 금속성을 울리며 닫히면 한 평 반 남짓한 독방은 칠흑 같은 어둠 속에 잠긴다. 이 남자의 이름은 헨리 영(케빈 베이컨 분). 그는 동생을 위해 단돈 5 달러를 훔친 죄명으로 이 감옥에 갇히게 되었고, 탈옥을 시도하다 지하 감방에서 3년 동안 인간 이하의 삶을 살게 된다.
1941년 6월 마침내 그는 앨커트래즈의 지하 감방에서 벗어난다. 그러나 그는 몇 시간 후 햇빛 가득한 교도소 카페테리아에서 정신병 증세를 보이다가 자신을 그런 고통 속에 몰아넣은 장본인이라고 생각되는 한 사나이를 마주친다. 그리고 200명의 목격자들 앞에서 그 자를 숟가락으로 살해한다.
이 단순한 보복 행위로 인해 헨리 영은 1급 살인죄로 기소된다. 이제 막 하버드 법학대학원을 졸업한 24세의 젊은 국선 변호인 제임스 스탬필(크리스천 슬레이터 분)이 그의 변호를 맡는다. 제임스는 헨리가 지난 3년 동안 지하 독방에서 비인간적이고 짐승과 같은 생활을 하며 심신상실 상태로 내몰린 것에 대해 참을 수 없는 분노를 느낀다.
헨리는 서서히 제임스에게 신뢰를 느낀다. 제임스는 이 사건을 조사하면서 헨리를 지하 감방에 가둔 진짜 장본인은 교도소 부소장 글렌(게리 올드먼 분)이라는 것을 알게 된다. 그리고 그 뒤에는 앨커트래즈와 연방 정부라는 거대한 권력이 도사리고 있었다.
한편 제임스의 애인인 변호사 메리(엠베스 데이비츠 분)는 법조인으로 전도유망한 제임스의 장래가 걱정이 되어 그를 이 사건에서 보호하려고 애를 쓰다. 재판은 크로슨 판사(R. 리 어미 분)가 맡게 되고, 제임스는 형 바이런(브래드 도리프 분)으로부터 심한 반대를 받게 되는데...

## 출연진
- 크리스천 슬레이터 - 제임스 스탬필 역
- 케빈 베이컨 - 헨리 영 역
- 게리 올드먼 - 밀턴 글렌 역
- 엠베스 데이비츠 - 메리 매캐슬린 역
- 빌 메이시 - 윌리엄 맥닐 지방 검사 역
- 브래드 도리프 - 바이런 스탬필 역
- R. 리 어미 - 클로슨 판사 역
- 스티븐 토볼라우스키 - 헹킨 씨 역
- 미아 커슈너 - 로제타 영 역
- 스테펀 기어라시 - 제임스 험슨 교도소장 역
- 키라 세지윅 - 블랜치 역
- 찰스 보즈웰 - 데릭 심프슨 역
- 랜디 펠리시 - 간수 역
- 서니 H. 킹 - 간수 역

## 우리말 녹음
KBS 성우진 (1996년 11월 16일)
- 오세홍 - 제임스(크리스천 슬레이터)
- 장정진 - 글렌(게리 올드먼)
- 최병상 - 헨리(케빈 베이컨)
- 안경진 - 메리(엠베스 데이비츠)
- 최흘 - 클로슨 판사(R. 리 어미)
- 김태웅 - 바이런(브래드 도리프)
- 이종구 - 교도소장(스테펀 기어라시)
- 유해무 - 헹킨(스티븐 토볼라우스키)
- 윤병화 - 맥닐 검사(빌 메이시)
- 성창수 - 간수(찰스 보즈웰)
- 임성표 - 간수(랜디 펠리시)
- 구자형 - TV 방송 중계(로버트 리)
- 김관진 - 간수(서니 H. 킹) / 야구 방송 중계(멜 앨런)
- 배정미 - 로제타(미아 커슈너) / 블랜치(키라 세지윅)